# Glyphodes kunupialis
Glyphodes kunupialis is een vlinder uit de familie van de grasmotten (Crambidae), uit de onderfamilie van de Spilomelinae. De wetenschappelijke naam van deze soort is voor het eerst voorgesteld door Antonie Johannes Theodorus Janse in een publicatie uit 1928.
De soort komt voor in Indonesië (Papoea).